# Felix Arndt
Felix Arndt (20 maggio 1889 – New York, 16 ottobre 1918) è stato un compositore e pianista statunitense.

## Biografia
Ha composto canzoni per gli spettacoli di vaudeville di Jack Norworth e Nora Bayes e ha registrato oltre 3 000 lavori col pianoforte per Duo-Art e QRS Records. 
La sua composizione più conosciuta è probabilmente Nola, considerata il primo esempio di "novelty piano" o "novelty ragtime". Il brano è stato interpretato con successo da Les Paul nel 1950.
È morto a soli 29 anni durante il periodo dell'influenza spagnola pandemica.